# Musique (chanson)
Pour les articles homonymes, voir Musique (homonymie).
Pour la chanson de Nicoletta, voir La Musique (chanson).
Singles de France Gall
Ça balance pas mal à Paris
(1976) Si, maman si
(1977)
Pistes de Dancing Disco
Quand on est enfant
(4) Le Meilleur de soi-même
(6)
Musique est une chanson écrite et composée par Michel Berger, interprétée par France Gall, parue sur l'album Dancing Disco et sortie en single en mai 1977. 
C'est le premier single tiré de l'album Dancing Disco et de Tu ne vas pas te mettre à pleurer, ça c'est trop facile.

## Liste des titres
| A. | Musique       | Michel Berger | Michel Berger | 4:18 |
| B. | Dancing Disco | Michel Berger | Michel Berger | 4:18 |

## Accueil commercial
Entré dans le classement des meilleures ventes de singles le 29 mai 1977 pour une durée de dix-sept semaines, Musique parvient à atteindre la 6e place durant sa huitième semaine de présence, en juillet 1977. Les ventes du 45 tours atteignent les 250 000 exemplaires en France.
Pour France Gall, Musique est le premier top 10 de la chanteuse dans les charts français depuis Baby Pop, en 1966 mais aussi le premier single à atteindre plus de 100 000 exemplaires depuis son triomphe avec Poupée de cire, poupée de son (250 000 exemplaires en 1965). Les trois précédents singles de Gall écrits par Michel Berger qui ont permis de se relancer artistiquement et commercialement (La Déclaration d'amour en 1974, Mais aime-là en 1975 et Comment lui dire en 1976) ont juste atteint le top 25 et fait entre 75 000 et 80 000 exemplaires.

## Classements et certifications
| Classement (1977)                       | Meilleure position |
| --------------------------------------- | ------------------ |
| Belgique (Wallonie Ultratop 50 Singles) | 3                  |
| France (IFOP)                           | 6                  |
| Québec (Palmarès francophone)           | 5                  |

| Classement (2018)                          | Meilleure position |
| ------------------------------------------ | ------------------ |
| Belgique (Wallonie Back Catalogue Singles) | 5                  |
| France (SNEP)                              | 152                |
| France (SNEP Téléchargement)               | 18                 |

| Classement (1977) | Position |
| ----------------- | -------- |
| France (SNEP)     | 42       |

## Historique de sortie
| Pays      | Date     | Format                                 | Label    |
| --------- | -------- | -------------------------------------- | -------- |
| France,   | mai 1977 | 45 tours, maxi 45 tours (promotionnel) | Atlantic |
| Allemagne | 1977     | 45 tours                               | Atlantic |
| Canada    | 1977     | 45 tours                               | Atlantic |
| Japon     | 1977     | 45 tours                               | Atlantic |